# Velká pětka argentinského fotbalu

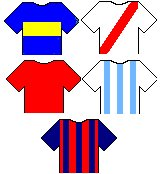
Dresy Velké pětky

Velká pětka (Cinco grandes) je termín, kterým argentinští fotbaloví fanoušci označují pětici klubů z hlavního města Buenos Aires: Boca Juniors, Independiente, Racing Club, River Plate a San Lorenzo de Almagro.

## Historie
Označení vzniklo v roce 1934, kdy byla založena Argentinská fotbalová asociace a padlo rozhodnutí, že pět největších a nejúspěšnějších klubů dostane tři hlasy. Od roku 1931, kdy se argentinská Primera División zprofesionalizovala, až do roku 1967 si Velká pětka rozdělila všechny tituly. Zájmy těchto klubů také rozhodly o tom, že z nejvyšší soutěže nesestupují nejslabší týmy ročníku, ale nejslabší týmy za poslední tři roky – velkokluby tak mají možnost jednu nevydařenou sezónu napravit. Boca Juniors a Independiente neopustily profesionální ligu nikdy, jedinkrát San Lorenzo de Almagro a River Plate (v roce 2011) a třikrát Racing Club. Zápasy mezi těmito týmy bývají nejsledovanější – na prvním místě je Superclásico mezi Bocou a Riverem a hned za ním Clásico de Avellaneda mezi sousedy Independiente a Racingem.

## Počet titulů
Platné k roku ????
- River Plate 36
- Boca Juniors 24
- Independiente 16
- Racing Club 16
- San Lorenzo 14

## Počet vyhraných mezinárodních pohárů
Platné k roku ????
- Boca Juniors 18
- Independiente 16
- River Plate 11
- Racing Club 3
- San Lorenzo 2

## Počet reprezentantů na mistrovství světa
Platné k roku ????
- River Plate 44
- Boca Juniors 27
- Independiente 27
- Racing Club 18
- San Lorenzo 18

## Průměrná návštěvnost
Platné k roku ????
- Boca Juniors 17.447
- River Plate 16.279
- Racing Club 11.508
- San Lorenzo 11.428
- Independiente 11.180

## Procento fanoušků
Consultora Equis 2012:
- River Plate 40,4%
- Boca Juniors 32,6%
- Independiente 5,5%
- Racing Club 4,2%
- San Lorenzo 3,9%

## Současnost

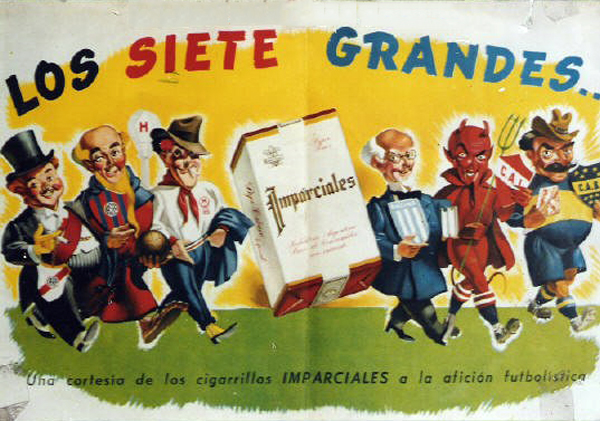
Sedm velikánů: zleva River Plate (milionář), San Lorenzo de Almagro (mnich), Huracán (popelář), cigarety Imparciales, Racing Club (profesor), Independiente (ďábel) a Boca Juniors (Ital). Reklama na cigarety z 50. let.

Ve 21. století už není dominance Velké pětky tak výrazná a jiné kluby ji výkonnostně dohánějí. V historické ligové tabulce na šesté pozici je Vélez Sarsfield, jeho příznivci tedy někdy hovoří o Velké šestce. V minulosti se mezi Velkou pětku snažil proniknout Huracán, někdy se k ní počítají také Estudiantes de La Plata, Newell's Old Boys a Rosario Central. Proto se o těchto klubech někdy hovoří jako o „malé pětce“.